# 安家村
安家村（あっかむら）は、昭和31年（1956年）まで岩手県下閉伊郡にあった村。現在の岩泉町安家にあたる。

## 沿革
- 明治22年（1889年）4月1日 - 町村制施行にともない、旧来の安家村単独で村制施行し北閉伊郡安家村が発足。岩泉村・有芸村と組合村を形成。
- 1897年（明治30年）4月1日 - 郡の統合により北閉伊郡・中閉伊郡・東閉伊郡が合併して下閉伊郡が発足[1]。下閉伊郡安家村となる。
- 大正11年（1922年）8月1日 - 岩泉村の町制施行にともない、町村組合の形態が岩泉町外二箇所組合となる。
- 昭和3年（1928年）10月31日 - 岩泉町・有芸村との組合を解消。
- 昭和31年（1956年）9月30日 - 岩泉町・有芸村・大川村・小本村と合併し、新制の岩泉町となる。

## 行政

### 歴代村長
岩泉・安家・有芸組合村長および岩泉町外二箇所（安家・有芸）組合町村長
岩泉町の項を参照のこと
安家村長
| 代 | 氏名       | 就任                     | 退任                      | 備考 |
| -- | ---------- | ------------------------ | ------------------------- | ---- |
| 1  | 佐々木幸蔵 | 不詳                     | 不詳                      |      |
| 2  | 三船丈夫   | 不詳                     | 不詳                      |      |
| 3  | 阿部智     | 不詳                     | 不詳                      |      |
| 4  | 中村行作   | 昭和26年（1951年）4月    | 昭和30年（1955年）4月30日 |      |
| 5  | 小根口林太 | 昭和30年（1955年）5月1日 | 昭和31年（1956年）9月29日 |      |